# Ncaang
Ncaang is een dorp in het district Kgalagadi in Botswana. De plaats telt 228 inwoners (2011).